# Zoran Svilar
Zoran Svilar (* 21. Februar 1976) ist ein serbischer Poolbillardspieler. Er ist dreifacher Vize-Europameister.

## Karriere
2007 erreichte Svilar das Achtelfinale der Austria Open, verlor dieses jedoch gegen den Finnen Markus Juva mit 9:10. Bei der EM 2008 erreichte er das Finale im 8-Ball und im 9-Ball. Im 8-Ball verlor er gegen den Schweden Marcus Chamat, im 9-Ball unterlag er dem Franzosen Stephan Cohen mit 8:9.
Bei den Europameisterschaften 2009 und 2010 erreichte er jeweils das Viertelfinale im 8-Ball, verlor jedoch gegen den Engländer Imran Majid beziehungsweise den Russen Konstantin Stepanow, der anschließend Europameister wurde.
2012 schied Svilar im 14/1 endlos im Viertelfinale gegen den späteren Europameister Nick van den Berg aus.
Bei der EM 2013 schied er zunächst im 8-Ball-Viertelfinale gegen den Polen Mateusz Śniegocki aus, bevor er im 9-Ball das Finale gegen den Niederländer Niels Feijen mit 6:9 verlor.
Beim World Cup of Pool 2012 vertrat Svilar gemeinsam mit Andrea Klasovic Serbien. Das Doppel schied jedoch bereits in der ersten Runde gegen Deutschland (Ralf Souquet und Thorsten Hohmann) aus.